# Frieden von Paris 1857
Der Frieden von Paris 1857 beendete den britisch-persischen Krieg 1856/57 zwischen Großbritannien und Persien.
Am 4. März kam ein Friedensschluss zustande. Er beendete die Auseinandersetzungen beider Staaten wegen eines persischen Angriffs auf die afghanische Provinz Herat im Oktober zuvor, der zur britischen Kriegserklärung am 1. November 1856 und einer Besetzung der Insel Charak vor der Stadt Buschir und der Eroberung der Stadt selbst am 10. Dezember geführt hatten. Die Briten rangen Persien das Versprechen ab, vor Kriegserklärungen gegenüber Herat oder Afghanistan erst britische Vermittlung zu suchen. Die persischen Invasionstruppen mussten Herat, die Briten Persien wieder räumen.